# 項羽と劉邦/その愛と興亡
『項羽と劉邦/その愛と興亡』（こううとりゅうほう そのあいとこうぼう、原題：西楚覇王、楚漢争覇（2部構成））は、1994年製作、中国・香港合作の映画。監督は冼杞然（スティーヴン・シン）。総監修は張芸謀（チャン・イーモウ）。主演は鞏俐（コン・リー）、張豊毅（チャン・フォンイー）、呂良偉（レイ・ロイ）、關之琳（ロザムンド・クワン）。

## 概要
古代中国の歴史上における悲劇の武将・項羽と、漢王室を開き初代皇帝となった劉邦という二人の英雄の姿を、呂雉をはじめとする女性たちの視点で描いた大河的作品。このドラマを書き上げたのは、張芸謀（チャン・イーモウ）監督作品『菊豆』の原作・脚本や『秋菊の物語』の脚本を手がけた劉恒（リウ・ホン）である。主人公の呂雉役を演じた鞏俐（コン・リー）は、エンドクレジットでは主題歌も担当し歌声を披露した。
中国本土での公開に際してはノー・カット版185分の超大作を上巻『西楚覇王』、下巻『楚漢争覇』の2部構成で公開。1996年にはこれを138分に編集した国際編集版が日本上陸し劇場公開され、のちビデオ化もされた。1997年には中国公開版が完全版として日本公開された。日本版DVDは182分のバージョン。

## あらすじ
時は紀元前3世紀、秦王朝時代末期。陳勝・呉広の乱後、朝廷は弱体化の一途を辿り、圧政につぐ圧政で天下は疲弊していた。そうしたなか、父に愛されて育ち賢明な娘として評判の呂雉は、一介の亭長である劉邦に身を捧げ、劉邦は妻の支えを得て秦王朝打倒を掲げ挙兵を決意した。同じ頃、将軍・項梁は、武勇に優れた甥の項羽を従え懐王をおしたてて楚の地で蜂起し、秦兵と抗戦を続けた。そして鉅鹿の戦いの直前、呂雉たちは秦の軍勢に包囲され項羽の陣営に逃げ込み、そこで項羽に仕える純真な心の持ち主である虞美人という女性と出会うのである。自分には無い無垢な美しい姿の彼女に親しみを覚えた呂雉は虞美人と姉妹の契りを結ぶ。
決戦の日、項羽は秦軍の主力軍と応戦するが、秦軍もまた楚の都・彭城を襲撃し呂雉と虞美人はやむなく落ち延びて逃避行を続ける。やっとの思いで呂雉は夫の劉邦に救い出されるが虞美人は秦軍に捕えられ阿房宮へ軟禁されてしまう。項羽は死力を尽くして朝廷軍を討ち破り秦を滅ぼすが、その間に、劉邦は都を制圧してしまった……。
これにより劉邦に疑心をおぼえた項羽は鴻門で宴を開くが、劉邦は危険を察知し項羽をとりなして難局を切り抜ける。一度は義兄弟の契りを結んだ両者は一転して対立を深めてゆく。劉邦謀殺を一度断念した項羽は虞美人を救出するため阿房宮へ走るが、囚われた後に死んだと勘違いをした項羽は逆上のあまり宮殿に火をかけた。しかし、地下の牢獄につながれている真実を知るや、制止をふりきり業火の中へ飛び込み命がけで彼女を連れて戻った。その姿を目の当たりにした呂雉の胸の中にこみ上げたもの。それは愛する者に対して限りない情愛を傾ける項羽への危険な恋であった……。

## 配役
- 呂雉：鞏俐 （コン・リー）
- 劉邦：張豊毅（チャン・フォンイー）
- 項羽：呂良偉（レイ・ロイ）
- 虞姫：關之琳（ロザムンド・クワン）
- 范増：劉洵 （ラウ・シュン）
- 鍾離昧：徐錦江 （チョイ・カムコン）
- 韓信：杜少津 （トゥ・チャオチン）
- 項梁：于海 （ユエ・ハイ）
- 張良：金仕傑 （チン・シーチェ）